# 총기 규제

시드니 대학교에 따른 나라별 화기 가이드 정책 (2022년 4월)
허용
불허
미포함

총기 규제(gun control)는 민간인이 총기를 제조, 판매, 양도, 소지, 개조 또는 사용하는 것을 규제하는 법률 또는 정책의 집합이다.
대부분 국가에서는 민간인이 총기를 소유하는 것을 허용하지만 폭력을 방지하기 위해 강력한 총기 법률이 있다. 일반적으로 특정 치명적 총기의 판매를 제한하고 총기를 소유하려면 의무적인 총기 안전 교육 과정 또는 총기 면허가 필요하다.
나미비아, 예멘, 파키스탄, 미국과 같은 일부 국가만이 허용 관할권으로 간주된다.
오스트레일리아나 미국과 같은 일부 국가에서는 국가, 주 또는 지역 수준에서 조치를 시행할 수 있다.

## 같이 보기
- 무기 소지의 자유
- 연방 살상용 무기 금지법

### National groups
- Gun Control Australia – Supporting Gun Control in Australia
- Coalition for Gun Control – Canada
- Stop Gun Caravan – Japan
- Gun Free South Africa
- Coalition to Stop Gun Violence – U.S. 보관됨 2022-05-25 - 웨이백 머신
- Brady Campaign to Prevent Gun Violence – U.S.
- Giffords – U.S.